# 8231 Tetsujiyamada
8231 Tetsujiyamada (1997 TX17) là một tiểu hành tinh vành đai chính được phát hiện ngày 6 tháng 10 năm 1997 bởi K. Endate và K. Watanabe ở Kitami.